# Маркес, Рамона
Рамо́на Ма́ркес (англ. Ramona Marquez; род. 24 февраля 2001, Лондон) — английская актриса кино и телевидения, начавшая сниматься в 6 лет.

## Биография
Рамона Маркес родилась 24 февраля 2001 года в Лондоне. Отец — Мартин Маркес (род. 1963), английский актёр кино и телевидения. С 2007 года шестилетняя Рамона начала сниматься в телесериале «В меньшинстве» и за семнадцать лет появилась в сорока́ его эпизодах. С 2010 года также снимается в кинофильмах, в 2011 году впервые попробовала себя как актриса озвучивания.
Личная жизнь и родственники
Маркес открыто заявила о своей бисексуальности в книге Флоренс Гивен «Женщины не должны тебе ничего красивого» (2020).
- Отец — Мартин Маркес[англ.] (род. 1963), актёр кино и телевидения[2].
- Брат — Рауль Маркес, в 2011 году единственный раз снялся в кино: фильм «Отель „Мэриголд“. Лучший из экзотических»[6].
- Дядя — Джон Маркес[англ.] (род. 1970), актёр кино и телевидения[7].
- Двоюродная сестра — Элси Маркес, в 2014 году снялась в двух эпизодах телесериала «Вызовите акушерку» и в 2021 году в короткометражном фильме «Хочу, чтобы ты ушёл»[8].

## Награды и номинации
С полным актуальным списком кинематографических наград Рамоны Маркес можно ознакомиться на сайте IMDb
- 2009 — Британская комедийная премия[англ.] в категории «Лучший комедийный новичок (женщины)» за роль в телесериале «В меньшинстве[англ.]» — победа[9].
- 2012 — «Молодой актёр» в категории «Лучшее озвучивание (молодая актриса)» за роль в мультфильме «Секретная служба Санта-Клауса» — номинация[10].

## Избранная фильмография
Широкий экран
- 2010 — Король говорит! / The King's Speech — принцесса Маргарет
- 2011 — Секретная служба Санта-Клауса / Arthur Christmas — Гвен (озвучивание)
- 2011 — Отель «Мэриголд». Лучший из экзотических / The Best Exotic Marigold Hotel — внучка Мадж Хардкасл

Телевидение
- 2007—2024 — В меньшинстве[англ.] / Outnumbered — Карен Брокман (в 40 эпизодах[англ.])
- 2009 — Энид[англ.] / Enid — Имоджен Поллок

В роли самой себя
Ток-шоу, шоу талантов, телеигры и т. п.
- 2009, 2011 — Дети в нужде[англ.] / Children in Need — в 2 выпусках
- 2010 — В пятницу вечером с Джонатаном Россом[англ.] / Friday Night with Jonathan Ross — в выпуске #18.9
- 2010—2011 — ? / en:The One Show — в 2 выпусках
- 2012 — Фокусники[англ.] / The Magicians — в выпуске #2.1
- 2016 — Этим утром[англ.] / This Morning — в выпуске от 22 декабря